# Vilija Blinkevičiūtė

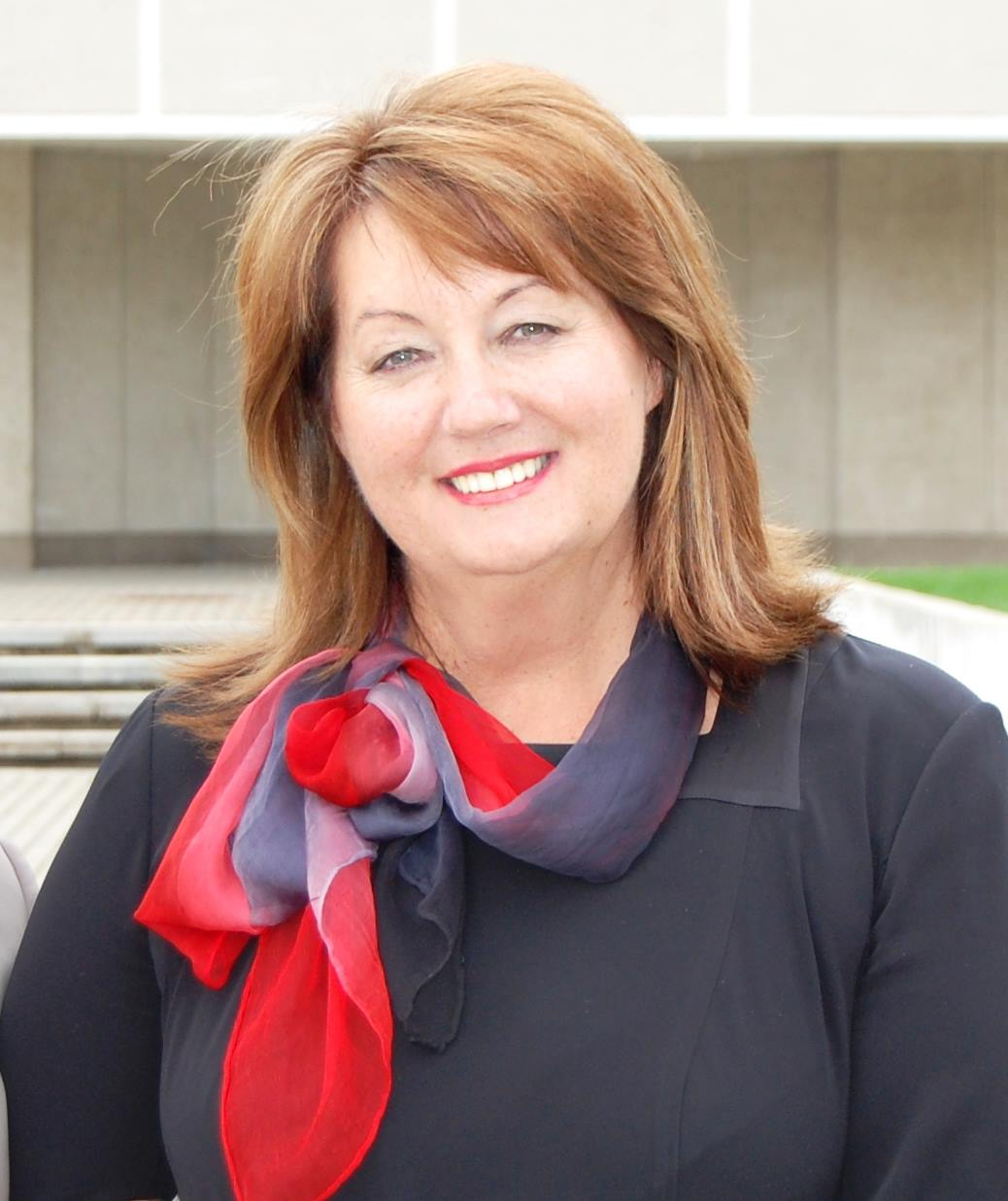
Vilija Blinkevičiūtė

Vilija Blinkevičiūtė (Linkuva, 3 maart 1960) is een juriste en politica uit Litouwen.

## Biografie
In 1978 voltooide ze met gouden medaille de Mittelschule Linkuva en haalde in 1983 het diploma in rechtswetenschappen aan de Universiteit van Vilnius.
Van 1983 tot 1990 was zij als commissaris belast met de sociale beschermingsministerie van Litouwen en topinspecteur van het Ministerie van Pensioenen. Van 1990 tot 1994  was ze consul op het departement van regulering van arbeidsverhoudingen van de sociale beschermingsministerie van Litouwen, daarna topjurist/consulent, van 1994-1996 secretaris op het Ministerie van de Sociale Bescherming en het Ministerie van Arbeid van Litouwen, van 1996 tot 2000 adjunct sociale bescherming en arbeidsminister, van 9 november 2000 tot 9 december 2008 arbeidsminister van de Litouwse sociale bescherming.
In 2004 was Blinkevičiūtė kandidaat voor het presidentschap van Litouwen als vertegenwoordiger van de Naujoji Sąjunga. Van 2000 tot 2008 was zij lid van de Seimas. Sinds 2009 is zij lid van het Europees Parlement als lid van de LSDP.